# Anna Juul (forfatter)
 For alternative betydninger, se Anna Juul. (Se også artikler, som begynder med Anna Juul)
Anna Winum Juul (født 28. december 1992) er en dansk forfatter og manuskriptforfatter, kendt for sin humoristiske og satiriske tilgang til blandt andet psykisk sygdom. Hun er uddannet manuskriptforfatter fra Den Danske Filmskole i 2021.

## Biografi
Anna Juul er vokset op i Gentofte i en ressourcestærk baggrund, hvor hendes mor er kemiingeniør og hendes far reklamemand.
Hun var fast skribent på radiosatireprogrammet Den Korte Radioavis på Radio24syv med Frederik Cilius og Rasmus Bruun, hvor hun skabte karakteren Veronika Katinka, en ung, feministisk, venstreorienteret og ’selvfed’ digter, som hun selv spillede i satireprogrammet.
Anna Juuls liv har været præget af psykisk sygdom. Hun har været diagnosticeret som både selvskadende, manisk, depressiv og selvmordstruet. I dag har hun diagnosen skizoaffektiv, der er en kombination af skizofreni og bipolar lidelse.

## Romaner
Anna Juuls litterære debut, digtromanen Jeg bruger min krop som et møbel fra 2019, blev udgivet under pseudonymet fra radioen, Veronika Katinka Martzen. Det at bogen var halvt satirisk, forvirrede flere anmeldere. I genre veksler bogen mellem digte, breve, taler, sangtekster, tweets og manuskript. Historien er en personlig beretning om psykisk sygdom, identitet og kærlighed.
Under eget navn debuterede Anna Juul i 2022 med romanen Penge & Bacon, en sorthumoristisk fortælling om et par, der under en klima-lockdown konfronteres med deres egen ensomhed og kedsomhed, og som fører samtaler med deres to vandrende pinde ved navn Penge og Bacon.
I 2023 udgav hun Superskurk, hvor en manisk kvinde vil invitere 1000 kendisser til sin 30-års fødselsdag. Romanen er autofiktion og skildrer Anna Juuls egne oplevelser med psykisk sygdom og mødet med psykiatrien.
Senest har hun i 2024 udgivet samtaleromanen Traumebingo sammen med Kristoffer Lind.

## Andre værker og samfundsdebat
Allerede mens hun var elev på filmskolen, bed medierne mærke i Anna Juul der både skrev og spillede karakteren Veronika Katinka i ’Den Korte Radioavis.
Senere både skrev hun og spillede hovedrollen i tv-serien Min kamp (2021) Og hun har også både skrevet og spillet en af karaktererne i tv-serien Fantomforhold (2021)
Derudover har hun skrevet teaterforestillingen Grubleren (2023), der blev opført på Aveny-T. med Nina Rask i hovedrollen.
Anna Juul har været meget aktiv i samfundsdebatten, hvor hun især har udtalt sig om problemer i behandlingen af psykisk sygdom. For denne indsats modtog hun i 2023 prisen som ’Årets Sundhedsdebattør’. Prisen gives til en person, der har rejst en vigtig debat på sundhedsområdet.
Anna Juul er desuden medlem af Psykiatrifondens bestyrelse, hvor hun bidrager med sine personlige erfaringer og arbejder for at skabe opmærksomhed omkring psykisk sygdom og psykiatriens vilkår i Danmark.